# Ґрабно (Поморське воєводство)
Ґрабно (пол. Grabno) — село в Польщі, у гміні Устка Слупського повіту Поморського воєводства.
Населення — 548 осіб (2011).
У 1975-1998 роках село належало до Слупського воєводства.

## Демографія
Демографічна структура станом на 31 березня 2011 року:
|          | Загалом | Допрацездатний вік | Працездатний вік | Постпрацездатний вік |
| -------- | ------- | ------------------ | ---------------- | -------------------- |
| Чоловіки | 278     | 64                 | 200              | 14                   |
| Жінки    | 270     | 65                 | 171              | 34                   |
| Разом    | 548     | 129                | 371              | 48                   |